# 佐賀県立森林公園
佐賀県立森林公園（さがけんりつしんりんこうえん）は、佐賀県佐賀市久保田町にある佐賀県立の都市公園（広域公園）である。

## 概要

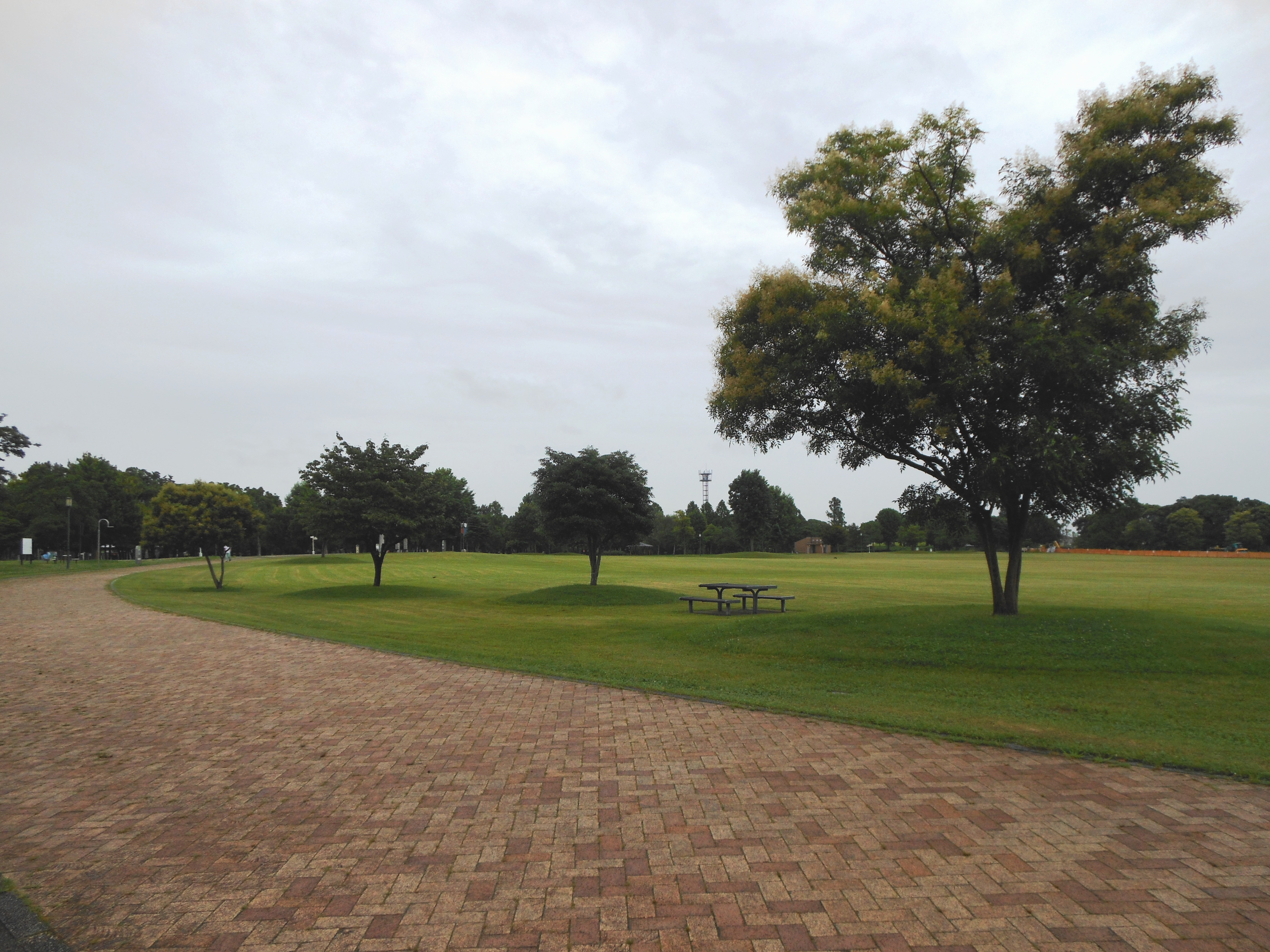
芝生広場

佐賀県における広域的スポーツレクリエーション活動の一大拠点施設として整備された。
佐賀県立都市公園条例（昭和36年11月9日佐賀県条例第32号）に基づいて整備・管理が行われている都市公園で、佐賀市嘉瀬町と佐賀市久保田町にまたがり、一級河川嘉瀬川の蛇行を河川工事（ショートカット）により生じた旧河川敷を利用し、右岸から左岸に変わった土地を利用している。
1968年（昭和43年）に着工、1979年度（昭和54年度）までに広場やテニスコート部分が開園、以降徐々に整備されていく。1998年度（平成10年度）に広場を拡張、1999年（平成11年）4月には園内に佐賀県立森林公園野球場（みどりの森県営球場）がオープン、同年8月には九州最大規模のアーチェリー場がオープンしている。整備計画では面積約52.4ha（ヘクタール）だが、整備が済んでいるのは約40ha。植樹本数は5万本に及ぶ。

## 経緯
1968年（昭和43年）- 明治百年記念事業として事業着手
1972年（昭和47年）11月6日 - 都市計画決定
1971年（昭和48年）5月1日 - 中央入口・県民の森・県民の広場を、供用開始（10.9ha）
1979年（昭和54年）7月16日 - テニスコート・和風庭園・アスレチック広場を、供用開始（7.4ha）
1990年（平成2年）12月3日 - 第一期拡張基本計画
1997年（平成9年）2月14日 - 第二期拡張基本計画
1998年（平成10年）7月21日 - 芝生広場、せせらぎ広場、自然池、花菖蒲園を、供用開始（8.2ha）
1999年（平成11年）4月1日 - みどりの森県営球場・健康広場（5.1ha）
2001年（平成13年）3月1日 - 桜づつみ広場、久保田みどり橋（橋長188m）、西口広場、西駐車場（5.7ha）
2002年（平成14年）10月1日 - 河川敷親水広場（2.7ha）
2010年（平成22年）- 北駐車場の拡張工事と噴水池撤去（古賀忠雄のブロンズ像「森の幻想」は2017年休憩所移設）
2015年（平成27年） - 東エリア冒険遊びの広場の整備
2016年（平成28年）10月 - 健康広場の遊具の整備、東駐車場、トイレ新設
2024年（令和6年） 3月 - さがみどりの森球場の隣に屋内運動施設であるさがみどりの森スクエアが完成

## 主な施設
- 野球場「佐賀県立森林公園野球場（さがみどりの森球場）」 - 観客収容人数約16,500人[4]。
- 屋内運動施設「さがみどりの森スクエア」 -　40ｍ×40ｍの屋内運動施設。野球のウォーミングアップをはじめ、テニス、フットサルなど多目的に利用可能[4]。
- アーチェリー場 - 長さ120m、幅30m、ナイター設備有りで、九州最大規模を自称[4]。
- テニスコート - 砂入り人工芝、8面[4]。
- 野外ステージ - 芝生広場を背景とするステージ。約500人収容可能。
- 河川敷親水広場 - 水辺の楽校（夏は遣唐使船レース）[5]、みんなの原っぱ、ベンチ。
- 芝生広場 - 直径250m、面積3.5haの肌触りの良い日本芝「みやこ」で、佐賀県内の芝生整備場として最も広い。
- 県民の広場、アスレチック広場 - ローラーすべり台、タコすべり台、ロープジャングルジムなど遊具、藤棚。
- 冒険遊びの広場 - 大型複合遊具。
- せせらぎ広場・じゃぶじゃぶ池 - 親水施設。
- 自然池・シンボル噴水 - 親水施設。噴水は高さ10m、幅20mで花の開花した姿をイメージ。
- 花畑 - 四季それぞれの花が栽培されている。
- 桜づつみ広場・花見広場 - 桜街道。
- 花菖蒲園 - 肥後系の花菖蒲を中心に栽培されている。
- 野鳥観察場 - 自然池周辺に林の鳥や水辺の鳥の観察所を設置。
- 北駐車場 - 過去に、定期的に「花とみどりの市」が長年開催されていたが、現在は吉野ケ里歴史公園臨時駐車場に会場移設[6]。
- 鑑真和上上陸記念碑 - 鑑真が付近の嘉瀬津に上陸したとする伝承を祈念する碑。[7]
- 千人塚 - 佐賀の乱の首謀者として江藤新平や島義勇が梟首刑になった佐賀藩の処刑場。

## 利用案内
- 開園日 - 年中無休で、5:00 - 21:00 開門[8]。
  - 競技場（野球場、アーチェリー場、テニスコート）休場日 - 毎週火曜日（火曜が休日の場合その翌日）、および年末年始の12月29日 - 1月3日休み[8]。
  - 球場1階にある管理事務所の開所は8:30 - 17:00[8]。
- 利用料 - 入園料・駐車場利用料ともに無料。野球場、アーチェリー場とテニスコートは有料[8]。
- 駐車場 - 東西南北の4か所に計977台収容、利用料無料の駐車場がある。大型バス用・身障者用あり[8]。
- バリアフリー - 北・西・東の各駐車場に身障者用駐車場あり。園内南部にオストメイト用トイレあり[7]。また、球場には車椅子観覧スペースと車いす専用トイレがある[9][4]。
- 休憩所（あずま屋） - 授乳やおむつの交換ができるスペース有り。飲食可能。

### 交通
- 国道207号に隣接する。広域交通では、長崎自動車道佐賀大和インターチェンジより約30分、多久インターチェンジより約40分。
- 最寄りバス停は佐賀市営バス、祐徳バス、昭和バスともに「森林公園前」 - 佐賀駅バスセンターより各約30分[10]。